# Golfo de Mosquitos
O Golfo de Mosquitos é um golfo do Panamá, localizado no litoral atlântico do país.